# 1648 en musique classique
| \| • Retour à la chronologie générale de la musique classique • \| |
| Grèce • Rome • Haut Moyen Âge • VIIIe siècle • IXe siècle • Xe siècle • XIe siècle XIIe siècle • XIIIe siècle • XIVe siècle • XVe siècle • XVIe siècle • XVIIe siècle XVIIIe siècle • XIXe siècle • XXe siècle • XXIe siècle |
| • Retour à la chronologie générale de la musique classique • |

| Années en musique classique : 1645 - 1646 - 1647 - 1648 - 1649 - 1650 - 1651    |
| Décennies en musique classique : 1610 - 1620 - 1630 - 1640 - 1650 - 1660 - 1670 |

## Événements
- Constitution de La Petite Bande.

## Œuvres
- De gheestelijcke tortel-duyve, de Tiburtius van Brussel.
- Musicalia ad chorum sacrum, de Heinrich Schütz.

## Naissances
- 9 août : Johann Michael Bach I, compositeur membre de la famille Bach († 17 mai 1694).
- 6 septembre : Johann Schelle, compositeur et Thomaskantor allemand († 10 mars 1701).

## Décès

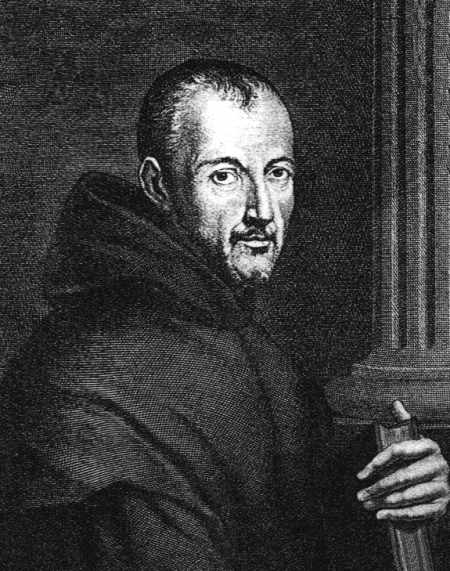
Marin Mersenne

- 26 avril : Christophe Thomas Walliser, compositeur, chef d'orchestre et professeur de musique (° 17 avril 1568).
- 1er septembre : Marin Mersenne, érudit, mathématicien, philosophe et théoricien de la musique (° 8 septembre 1588).

Date indéterminée :
- Adam Jarzębski, compositeur, violoniste, poète et écrivain polonais (° avant 1590).
- Johann Stadlmayr, chef d'orchestre et compositeur allemand (° vers 1575).